# 김학성 (1807년)
김학성(1807년 ~ 1875년)은 조선 후기의 문신이다.

## 생애
순조 때 문과에 급제하여 검교대교, 시관을 거쳐 성균관대사성으로 승진했고 홍문관부제학, 이조참의, 우승지, 홍문관직제학으로 헌종 때 벼슬이 급성장하여 직제학, 이조참판, 홍문관부제학을 지내고 한성부판윤, 공조판서, 규장각제학, 호조판서, 광주유수, 의정부우참찬, 예조판서, 병조판서, 지의금부사, 형조판서를 철종 때 지냈고, 이후 철종 때 계속해 경상도관찰사에 이어 예조판서, 한성부판윤, 형조판서, 공조판서, 우참찬, 판의금부사를 거쳐 한성부판윤, 판의금부사, 공조판서, 이조판서에 이어 규장각제학, 판돈녕부사를 거쳐 판의금부사, 호조판서, 공조판서를 지낸 뒤 고종 때 예조판서, 판의금부사를 겨쳐 예문관제학을 거쳐 판의금부사, 홍문관제학을 거쳐 판의금부사에 이어 의정부좌찬성에 이르고 판의금부사, 예조판서로 우빈객을 겸한 뒤 판중추부사로 물러난다.